# 德米特里·根纳季耶维奇·古谢夫
德米特里·根纳季耶维奇·古谢夫（俄語：Дмитрий Геннадьевич Гусев，羅馬化：Dmitriy Gennad'yevich Gusev，1972年7月23日—）是俄罗斯职业竞选经理、第八届国家杜马代表。
从乌拉尔国立大学毕业后，古谢夫与奥列格·马特维切夫、里纳特·哈谢耶夫和谢尔盖·切尔纳科夫一起创立了政治咨询机构巴克斯特集团（Baskter Grouo），并在该机构的框架内组织了200多次竞选活动。1996年至2001年担任叶卡捷琳堡市杜马代表。2014年，他开始在莫斯科政府工作。2015年，古谢夫成为莫斯科市杜马主席顾问。2021年2月，他被任命为公正俄罗斯党中央机构负责人。2021年9月，他当选为克拉斯诺达尔边疆区选区第八届国家杜马代表。
古谢夫被认为是俄罗斯最好的竞选经理之一。

## 制裁
2022年，古谢夫因俄乌战争而受到英国政府制裁。